# Eugene Aserinsky
Eugene Aserinsky (* 1921; † 22. Juli 1998) war ein US-amerikanischer Schlafforscher und Entdecker des REM-Schlafs.

## Leben
Aserinsky studierte zunächst am Brooklyn College, wo er zwischen Sozialwissenschaft, Spanisch und Vorunterricht in Medizin wechselte. Danach begann er ein Zahnarztstudium an der University of Maryland in Baltimore, war aber von 1943 bis 1945 als wehrdienstleistender Soldat in Großbritannien, wo er mit Sprengstoffen hantierte. Nach der Rückkehr arbeitete er beim Arbeitsamt in Baltimore, bevor er mit seinem GI Bill noch einen Anlauf zum Studium an der University of Chicago unternahm, diesmal in Physiologie. Er war ab 1949 ein Doktorand bei Nathaniel Kleitman an der Universität Chicago. Er entdeckte um 1953 den REM-Schlaf. Dieser war Gegenstand seiner Doktorarbeit (Eye movements in sleep). Zuerst fiel ihm das nur bei Kindern auf, bei denen im Gegensatz zu Erwachsenen der REM-Schlaf oft sofort einsetzt und die er mit einem als Elektrookulograph (EOG) benutzten alten ausrangierten Prototyp-Vorläufer eines Elektroenzephalografen beobachtete. Sein erstes Versuchsobjekt war sein eigener achtjähriger Sohn Armond. Mit Kleitman wies er nach, dass diese Schlafphasen mit schneller Augenbewegung auch höherer Gehirnaktivität im EEG entsprachen und dass diese Phasen Traumphasen entsprachen. Kleitman und Aserinsky veröffentlichten darüber 1953 in der Zeitschrift Science. Beide wurden bei ihren Untersuchungen vom Doktoranden William C. Dement unterstützt, später Professor und Leiter des Schlafforschungszentrums in Stanford. Nach seiner Dissertation 1953 verließ Aserinsky, der sich von Kleitman schlecht behandelt fühlte, Chicago und forschte auch die nächsten 15 Jahre nicht mehr über Schlaf. Später lehrte er am Jefferson Medical College in Philadelphia (wo er nach 22 Jahren eine Professur erhielt) und war Professor an der Medical School der Marshall University in Huntington (West Virginia). 1987 trat er in den Ruhestand.
Er lebte später in Escondido in Kalifornien und starb bei einem Autounfall nördlich von San Diego.